# アメリカ聖書協会
アメリカ聖書協会（アメリカせいしょきょうかい、American Bible Society: ABS）は、1816年に設立された聖書の翻訳・出版・配布を行う団体である。明治期の日本にも支社を出し、「米国聖書会社」と称した。英国外国聖書協会やスコットランド聖書協会の日本支社と共に日本聖書協会の前身となっている。
2000年と2001年にアメリカ聖書協会は411万3106冊の聖書と832万2112部の新約聖書を配布している。用いられたのはGood News Translation (GNT) とContemporary English Version (CEV) である。本部は2015年8月からフィラデルフィアに移転した。

## 歴史
中国宣教には力を注ぎ、1833年にアメリカ聖書協会は3,000ドルをプロテスタント宣教師であるイライジャ・ブリッジマン博士に送って、博士の漢訳聖書事業を支援している。そして1934年までに289万7383ドルを費やし約7000万巻の漢訳本を中国で配布した。
この他、豊富な資金力を背景に多くの国々で英国外国聖書協会と共に聖書翻訳と出版を主導した。

## コレクション
ニューヨーク・マンハッタンの聖書協会本部は、グーテンベルク本（数ページを厳重保管）に始まる歴代聖書の博物館でもある。この聖書ライブラリーには世界各国・地域から集められた全ての言語のおよそ6世紀間にまたがる聖書の諸版が集められており、バチカンに次ぐ世界で2番目の宗教書籍コレクションとなっている。さらに南アメリカにある保管所には長年にわたって集められてきた10万種類の聖書が収められている。
2021年にはフィラデルフィアのインディペンデンスモールに展示施設 Faith and Liberty Discovery Centerを開設した。